# Karin Lawall

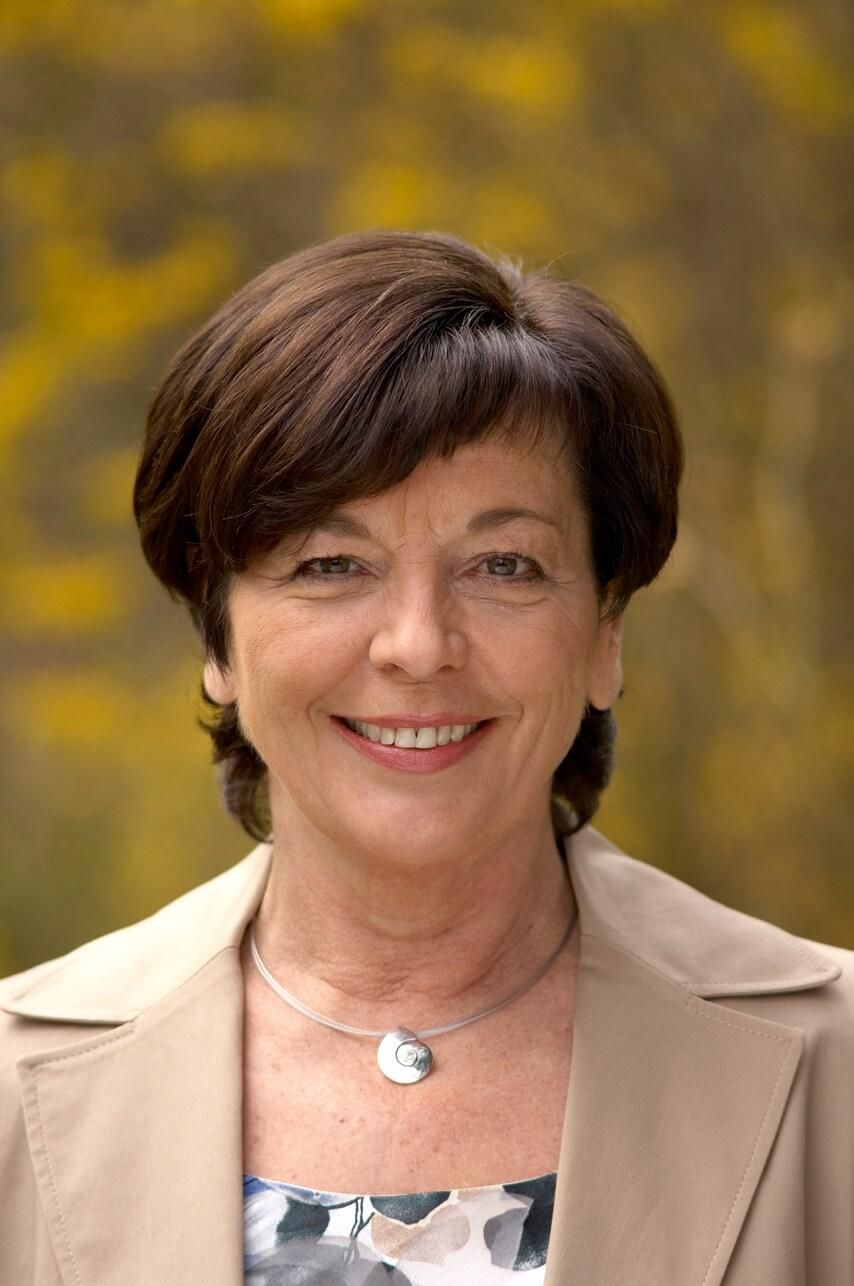
Karin Lawall

Karin Lawall (* 16. Juli 1949 in Quierschied) ist eine deutsche Politikerin (SPD).

## Ausbildung und Beruf
Nach dem Realschulabschluss 1966 an der Realschule für Mädchen in Saarbrücken absolvierte Karin Lawall eine Ausbildung zur Finanzwirtin. Von 1966 bis 1968 war sie Angestellte in der saarländischen Steuerverwaltung, danach folgte von 1968 bis 1971 die bereits erwähnte Ausbildung. Von 1971 bis 1991 war sie als Steuerbeamtin tätig. Von 1991 bis 1994 war sie Landtagsabgeordnete, danach arbeitete sie bis 1998 als Regierungsangestellte im Ministerium für Wirtschaft und Finanzen des Saarlandes in der Abteilung für Struktur- und Wirtschaftspolitik.

## Partei
1970 wurde Karin Lawall Mitglied der SPD. Von 1991 bis 1996 war sie Vorsitzende des SPD-Ortsvereins Quierschied, seit 1996 ist sie stellvertretende Vorsitzende dieses Ortsvereines. Seit 2002 ist sie außerdem stellvertretende Vorsitzende des SPD-Kreisverbandes Saarbrücken-Land. Von 1994 bis 2002 gehörte sie dem Landesvorstand der SPD Saar an. Seit 2004 ist sie Mitglied im SPD-Parteirat und vertritt dort gemeinsam mit ihren Parteikollegen Cornelia Hoffmann-Bethscheider, Michael Burkert und Leo Petry den Landesverband der SPD Saar.

## Öffentliche Ämter
Karin Lawall ist seit 1984 Mitglied im Gemeinderat Quierschied, seit 1987 ist sie Vorsitzende der SPD-Fraktion im Gemeinderat.
Am 11. September 1991 rückte Karin Lawall an Stelle der ausgeschiedenen Abgeordneten Margit Conrad in den Landtag des Saarlandes. Bei der Landtagswahl am 16. Oktober 1994 konnte sie dieses Mandat nicht verteidigen. Bei der Landtagswahl am 5. September 1999 schaffte sie es erneut, ein Mandat für den Landtag des Saarlandes zu erreichen. Dieses Mandat hat sie auf Platz 1 der SPD-Liste für den Wahlkreis Saarbrücken bei der Landtagswahl am 5. September 2004 verteidigt. Darüber hinaus ist sie Mitglied des überregionalen Parlamentarierrates der Großregion SaarLorLux. Seit September 2004 war sie außerdem Vizepräsidentin des Landtages des Saarlandes, zuvor war sie bereits Vorsitzende des Haushalts- und Finanzausschusses.
Sie trat am 30. Januar 2000 als Kandidatin der SPD zur Wahl des Bürgermeisters der Gemeinde Quierschied an, konnte sich jedoch mit nur 43,7 % der Stimmen nicht gegen ihren Konkurrenten, Otwin Zimmer von der CDU, auf den 56,3 % der Stimmen entfielen, durchsetzen. Am 24. Juni 2007 kandidierte sie erneut für das Amt des Quierschieder Bürgermeisters, nachdem der ursprüngliche Kandidat der SPD, Gerhard Quednau, von der Kandidatur zurückgetreten war. Mit 51,1 % der Stimmen konnte sie sich dieses Mal gegen Otwin Zimmer durchsetzen und war anschließend vom 1. Februar 2008 bis zum 31. Januar 2016 Bürgermeisterin der Gemeinde Quierschied. Für Lawall, die ihr Landtagsmandat daraufhin abgeben musste, rückte Carmen Lallemand-Sauder in den Landtag nach.

## Sonstiges
Karin Lawall ist Mitglied im Aufsichtsrat der Entwicklungsgesellschaft Gemeinde Quierschied GmbH. Sie ist Mitglied in rund 20 Vereinen und Verbänden, darunter im Sozialverband VdK Saarland e.V., in der Gewerkschaft ver.di, der Arbeiterwohlfahrt und dem Tierschutzbund Saar.
Karin Lawall hat einen Sohn und lebt in Quierschied.